# Рекет
Рекетът (от английски: racket) е вид престъпление, форма на принуда за заплащане на парични суми, осъществявана многократно и редовно. Рекетът е типична дейност за организираната престъпност, обикновено представяна като предоставяне на услуга – например защита от обири или вандализъм – от която получателят в действителност няма нужда.

## История
Терминът „рекет“ е използван за първи път през юни 1927 г. в изявление на Асоциацията на работодателите в Чикаго (на английски: Employers' Association of Chicago) за влиянието на организираната престъпност в Международния съюз на шофьорите на камиони (на английски: International Brotherhood of Teamsters) – значим профсъюз в САЩ и Канада, подозиран в повсеместна корупция от самото си създаване през 1903 г. В това изявление рекетът е определен като услуга, която създава собствено търсене и която в противен случай не би била поискана.

## Правен режим в България
Англоезичното понятие „рекет“, макар и придобило гражданственост след реставрацията на капитализма в България през 1989 г, е непознато за българското право. За описване на деянията, обикновено определяни като рекет, то си служи с легалния термин „изнудване“.
Изнудването е криминализирано и съгласно разпоредбите на Наказателния кодекс на Република България се счита за тежко престъпление (наказуемо с лишаване от свобода повече от пет години).
Българският Наказателен кодекс (НК) предвижда два състава за изнудване - по чл. 213а и по чл. 214 НК като съгл. чл. 214а вр. чл. 17 НК приготовлението за извършване на деянието също е наказуемо.
Основният наказателен състав, разглеждащ изнудването е този по чл. 214, ал. 1 НК, който гласи:
```
„
Който с цел да набави за себе си или за другиго имотна облага принуди някого чрез сила или заплашване да извърши, да пропусне или да претърпи нещо противно на волята му и с това причини нему или другиму имотна вреда, се наказва за изнудване...
“
```

Изпълнителния състав по чл. 214, ал. 1 НК изисква деянието да е осъществено, т.е. оказването на принуда чрез физическа сила или заплаха само по себе си не е достатъчно, за да се квалифицира извършеното като изнудване по този текст. Необходимо е още в резултат на принудата да е настъпил вредоносният резултат - изнудваният да е претърпял или извършил нещо противно на волята му (напр. да прехвърли пари или вещи, да пропусне да упражни правата си като кредитор по облигационно задължение, да повреди или унищожи свое или чуждо имущество, да отнеме чужда вещ, извършвайки на свой ред друго престъпление - кражба и т.н.) и с това да е причинена имотна вреда на него или на друго лице.
През 1997 г. законодателят добавя втори текст - съставът на чл. 213а НК, който предвижда квалифицирани състави на изнудване (ал. 2 - 4), а в основния си текст (ал. 1) има за цел да обхване изрично недовършените деяния или опитите за изнудване:
```
„
Който с цел да принуди другиго да се разпореди с вещ или със свое право или да поеме имуществено задължение го заплаши с насилие, разгласяване на позорящи обстоятелства, увреждане на имущество или друго противозаконно действие с тежки последици за него или негови ближни, се наказва...
“
```

По същество текстът на чл. 213а, ал. 1 НК копира основния състав по чл. 214, ал. 1 НК като разликата между двата е в изпълнителното деяние. По чл. 213 ал. 1 НК за осъществяване на състава е достатъчно изнудваното лице да е изтърпяло принудата на дееца, извършена с цел да го накара да извърши разпоредителното действие или да поеме имущественото задължение, дори ако изнудваният не се е повлиял от заплахите и не е настъпил желаният от дееца вредоносен резултат, т.е. чл. 213 ал. 1 НК разглежда опит за извършване на деянието по чл. 214, ал. 1 НК.
До приемането на текста по чл. 213а НК, опитите за изнудване са подвеждани под отговорност по чл. 214 НК във връзка с чл. 18 НК. Текстът на последния представлява обща правна норма, в която се разглежда опитът за извършване на престъпление и се определят правила за определяне на наказанието при започнато, но недовършено деяние.